# Sosberg

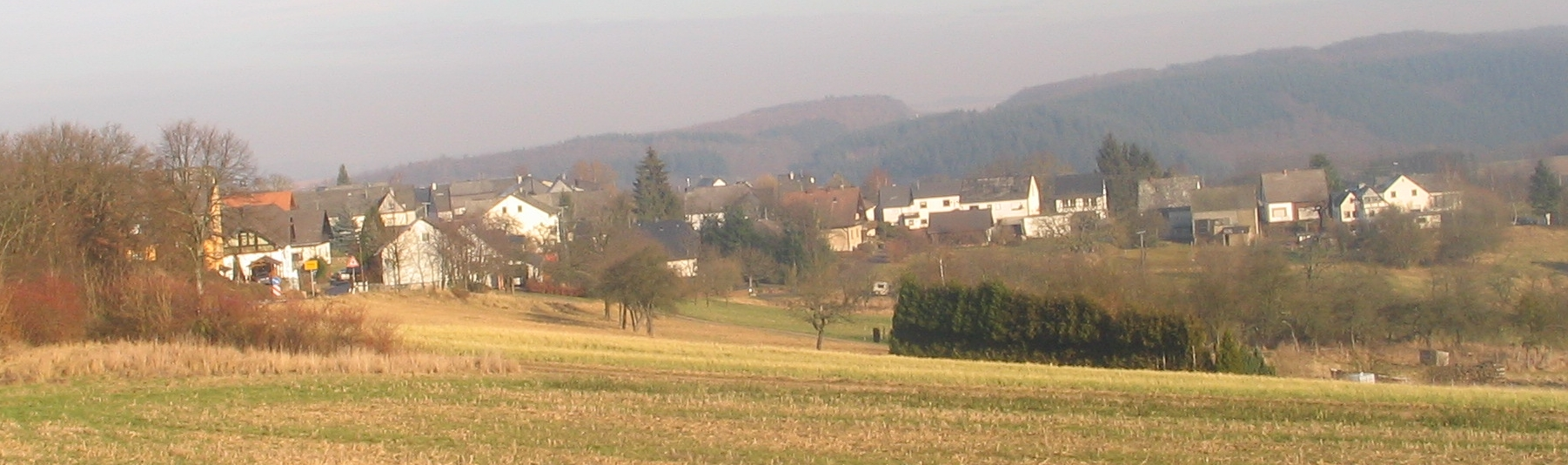
Sosberg von Westen aus gesehen.

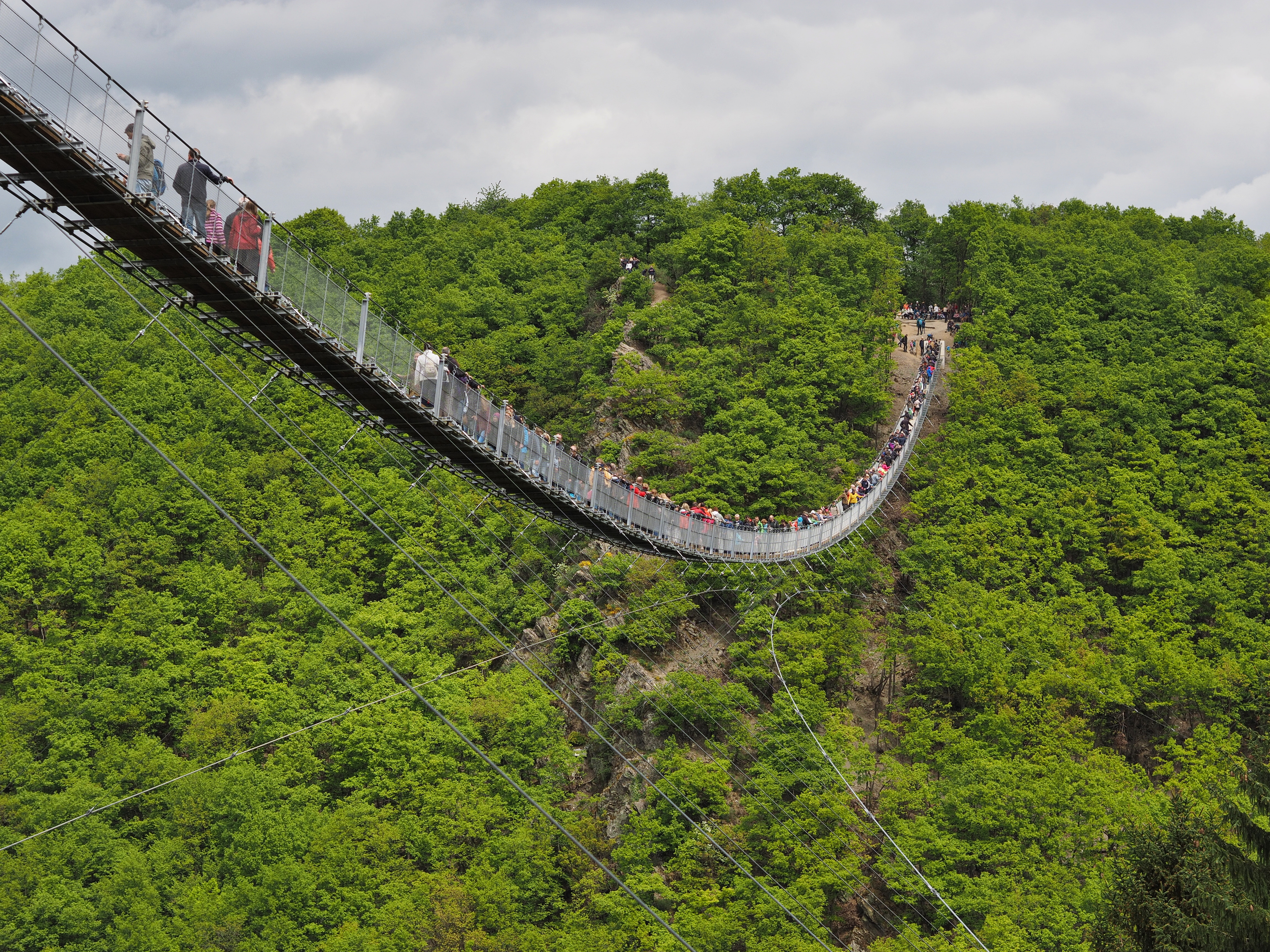
Hängeseilbrücke Geierlay

Sosberg ist eine Ortsgemeinde im Landkreis Cochem-Zell in Rheinland-Pfalz. Sie gehört der Verbandsgemeinde Zell (Mosel) an.

## Geographie
Sosberg liegt auf einer Hangkante im nördlichen Hunsrück zwischen der Mosel, der Nahe sowie dem Rhein und dem Idar-/Soonwald. Östlich des Dorfes fließt der Sosberger Bach. Im Norden fließt der Mörsdorfer Bach in den Flaumbach in Richtung Mosel. Ein Teil der Grenze im Westen zu Forst bildet der Nochelsbach.
Nachbargemeinden sind Mastershausen, Forst (Hunsrück), Reidenhausen und Mörsdorf (Hunsrück).

## Geschichte
Die erste urkundliche Erwähnung stammt aus dem Jahre 1330 unter dem Namen Soysbergh. Der Ort war bis 1781 „Dreiherrisches Territorium“. Wie im Beltheimer Gericht teilten sich Kurtrier, Sponheim und Braunshorn (später Winneburg und Metternich) die Landesherrschaft. Ab 1794 stand Sosberg unter französischer Herrschaft und gehörte von 1798 bis 1814 zum Kanton Zell im Rhein-Mosel-Departement. 1815 wurde der Ort auf dem Wiener Kongress dem Königreich Preußen zugeordnet. Seit 1946 ist der Ort Teil des damals neu gebildeten Landes Rheinland-Pfalz und des Landkreises Zell. Bei der Kreisreform in Rheinland-Pfalz am 7. Juni 1969 wurde der Landkreis Zell aufgelöst. Durch das 8. Verwaltungsvereinfachungsgesetz vom 18. Juli 1970 mit Wirkung vom 7. November 1970 wurde die Gemeinde Sosberg innerhalb der Verbandsgemeinde Zell (Mosel) dem Landkreis Cochem-Zell zugeordnet.
Statistik zur Einwohnerentwicklung
Die Entwicklung der Einwohnerzahl von Sosberg, die Werte von 1871 bis 1987 beruhen auf Volkszählungen:
| Jahr | Einwohner |
| ---- | --------- |
| 1815 | 189       |
| 1835 | 228       |
| 1871 | 273       |
| 1905 | 239       |
| 1939 | 220       |

| Jahr | Einwohner |
| ---- | --------- |
| 1950 | 240       |
| 1961 | 232       |
| 1970 | 220       |
| 1987 | 193       |
| 1997 | 173       |

| Jahr | Einwohner |
| ---- | --------- |
| 2005 | 190       |
| 2011 | 174       |
| 2017 | 172       |
| 2023 | 154       |

## Politik

### Gemeinderat
Der Gemeinderat in Sosberg besteht aus sechs Ratsmitgliedern, die bei der Kommunalwahl am 9. Juni 2024 in einer Mehrheitswahl gewählt wurden, und dem ehrenamtlichen Ortsbürgermeister als Vorsitzendem.

### Bürgermeister
Andreas Lehnert wurde am 18. Juni 2019 Ortsbürgermeister von Sosberg. Bei der Direktwahl am 26. Mai 2019 war er mit einem Stimmenanteil von 75,0 % gewählt worden. Bei der Direktwahl am 9. Juni 2024 wurde er als einziger Bewerber mit 84,0 % für weitere fünf Jahre wiedergewählt.
Lehnerts Vorgänger als Ortsbürgermeister war Willi Lehnert.

### Wappen
| Wappen von Sosberg | Blasonierung: „Der Wappenschild ist zweimal gespalten. Vorn in Silber ein rotes, durchgehendes Kreuz, belegt mit einem silbernen Hifthorn. Das Mittelfeld zeigt in Grün eine linkshin gerichtete, silberne Hellebarde, hinten ein silbern-rotes Schach zu drei Plätzen in elf Reihen.“                                                                                             |
| Wappen von Sosberg | Wappenbegründung: Das rote Kreuz in Silber erinnert an Kurtrier, das silberne Hifthorn kennzeichnet die Herrschaft Beilstein, die silberne Hellebarde bezieht sich auf den hl. Matthias, den Schutzheiligen der Kirche, das grüne Mittelfeld weist auf die landwirtschaftliche Struktur der Gemeinde hin, das silbern-rote Schach ist das Wappen der Hinteren Grafschaft Sponheim. |

## Kultur und Sehenswürdigkeiten

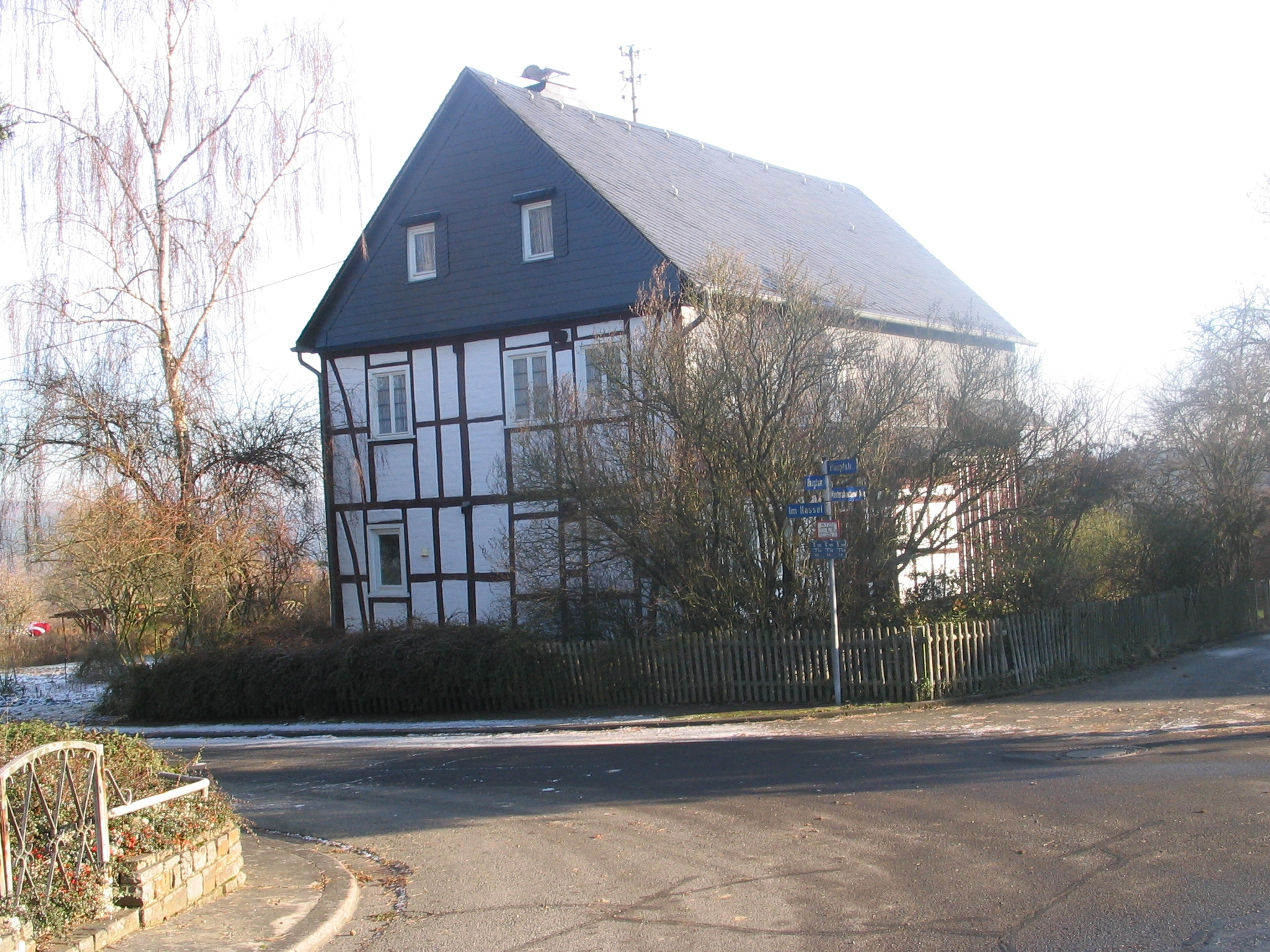
Quereinhaus von 1889

### Bauwerke
- Am 30. Mai 2015 fand der offizielle erste Spatenstich zum Bau der Hängeseilbrücke Geierlay statt, die in die 19. Etappe an den Saar-Hunsrück-Steig angebunden wird. Die Brücke hat eine Gesamtlänge von 360 m und gehört zu den längsten Hängeseilbrücken Europas. Die maximale Höhe über dem Boden beträgt knapp 100 m. Als längste Hängeseilbrücke Deutschlands wurde die Geierlay von der Hängeseilbrücke an der Rappbode-Talsperre im Jahre 2017 abgelöst.[8][9] Die Fertigstellung erfolgte Ende September, die offizielle Einweihung fand am 3. Oktober 2015 statt.[10] Der Konstrukteur der Brücke ist der Schweizer Ingenieur Hans Pfaffen.
- Katholische Filialkirche St. Matthias von 1769
- Der Ortskern ist Standort einiger alter Fachwerkhäuser, die unter Denkmalschutz stehen.

Siehe auch: Liste der Kulturdenkmäler in Sosberg

### Grünflächen und Naherholung
- Seit April 2015 führt ein Abschnitt des Fernwanderwegs Saar-Hunsrück-Steig am Ort vorbei.
- Balduintalweg (BT)
- Zahlreiche Wanderwege in und um Sosberg[11]

### Regelmäßige Veranstaltungen
- Februar: Kirmes
- Mai/Juni: Traditionelles Schützenfest des Schützenverein Sosberg
- September: Brunnenfest der Freiwilligen Feuerwehr Sosberg

## Persönlichkeiten
- Fritz Baumer (1919–1989), Mosaikkünstler